# デービス・カモガ
デービス・カモガ（Davis Kamoga、1968年7月17日 ‐ ）は、ウガンダの元陸上競技選手。専門は短距離走。400mの自己ベストは44秒37のウガンダ記録保持者。1996年アトランタオリンピック男子400mの銅メダリスト、1997年アテネ世界選手権男子400mの銀メダリストである。

## 経歴
1996年7月のアトランタオリンピック男子400mで決勝まで進出すると、決勝ではアメリカのマイケル・ジョンソン（43秒49）、イギリスのロジャー・ブラック（44秒41）に次ぐ44秒53で銅メダルを獲得した。これは1972年ミュンヘン大会男子400mハードルで金メダルを獲得したジョン・アキ＝ブア以来、ウガンダがオリンピックの陸上競技で獲得した2個目のメダルとなった。
1997年8月のアテネ世界選手権男子400m準決勝を44秒57の組3着で突破し、アトランタオリンピックに続いて世界大会の決勝に進出した。決勝では44秒37のウガンダ新記録を樹立し、マイケル・ジョンソン（44秒12）に次いで銀メダルを獲得した。これは世界選手権でウガンダが獲得した初のメダルとなった。

## 自己ベスト
| 種目 | 記録   | 年月日        | 場所           | 備考         |
| ---- | ------ | ------------- | -------------- | ------------ |
| 300m | 32秒61 | 1999年8月13日 | ヴィアレッジョ | ウガンダ記録 |
| 400m | 44秒37 | 1997年8月5日  | アテネ         | ウガンダ記録 |

## 主要大会成績
備考欄の記録は当時のもの
| 年   | 大会                | 場所           | 種目    | 結果    | 記録            | 備考                                                    |
| ---- | ------------------- | -------------- | ------- | ------- | --------------- | ------------------------------------------------------- |
| 1995 | 世界選手権          | イェーテボリ   | 400m    | 準決勝  | 45秒92          |                                                         |
| 1996 | オリンピック        | アトランタ     | 400m    | 3位     | 44秒53          | オリンピック陸上競技におけるウガンダ2つ目のメダル       |
| 1997 | 世界室内選手権      | パリ           | 400m    | 予選    | DNS             |                                                         |
| 1997 | 世界選手権          | アテネ         | 400m    | 2位     | 44秒37          | ウガンダ記録 世界選手権全種目を通じてウガンダ初のメダル |
| 1998 | アフリカ選手権 (en) | ダカール       | 400m    | 2位     | 44秒79          |                                                         |
| 1998 | ワールドカップ (en) | ヨハネスブルグ | 4x400mR | 3位     | 3分01秒08 (4走) | アフリカ大陸混成チーム                                  |
| 2000 | オリンピック        | シドニー       | 400m    | 2次予選 | 45秒74          |                                                         |